# Anne Krul
Anne Krul (1958) is een zwarte Nederlandse beeldend kunstenares, schrijfster, dichteres en activist. Zij is bekend om haar inzet voor de rechten van lhbti+-personen, met name die met een biculturele achtergrond. Krul was in de jaren negentig actief in verschillende lhbti+- en vrouwenorganisaties, waaronder Strange Fruit, International Lesbian Information Service (ILIS) en Zami, een organisatie voor zwarte, migranten- en vluchtelingenvrouwen. In 2020 ontving zij de Bob Angelo-penning voor haar bijdrage aan de lhbti+-gemeenschap. Kruls werk thematiseert vaak de kruispunten van identiteit, waarbij ze racisme, seksisme, homofobie en andere vormen van discriminatie onderzoekt.

## Biografie
Anne Krul heeft Ghanees-Nederlandse wortels. Ze studeerde sociale pedagogiek. Haar vroege activisme begon bij het COC, waar ze zich inzette tegen conversietherapie en voor de belangen van lesbische vrouwen. Ze raakte teleurgesteld in het gebrek aan aandacht voor racisme binnen de feministische en lhbti+-beweging, wat haar ertoe aanzette zich aan te sluiten bij de beweging van zwarte, migranten- en vluchtelingenvrouwen. Binnen deze beweging vond ze een platform om de specifieke uitdagingen en ervaringen van biculturele lhbti+-personen onder de aandacht te brengen.
Krul was in 1991 betrokken bij de oprichting van Zami, een organisatie die zich richtte op het vergroten van het bewustzijn en de identiteit van zwarte, migranten- en vluchtelingenvrouwen (zmv-vrouwen) in Nederland. Zami creëerde een veilige ruimte voor zmv-vrouwen om samen te komen, ervaringen uit te wisselen en zich te organiseren. De organisatie fungeerde als ontmoetingsplaats, archief en gaf een tijdschrift uit, waarmee ze een belangrijke stem gaf aan een voorheen onderbelichte groep.
In 1995 was Krul mede-samensteller van de tentoonstelling Onderbelicht: Zwarte, Migranten- en Vluchtelingenvrouwen in Nederland; informatie-uitwisseling in perspectief in Atria. De tentoonstelling presenteerde de geschiedenis en de actuele situatie van zmv-vrouwen in Nederland, en belichtte hun strijd voor emancipatie en gelijkwaardigheid. De tentoonstelling trok veel aandacht en droeg bij aan een groter bewustzijn van de uitdagingen waarmee zmv-vrouwen te maken hebben.
Krul zette zich in voor de archivering van de geschiedenis van de biculturele lhbti+-gemeenschap in Nederland, een inspanning die voortkomt uit haar ervaringen met het gebrek aan representatie in bestaande archieven en collecties. Ze leverde een bijdrage aan de tentoonstelling Nos tei in IHLIA, die de geschiedenis van Surinaamse, Marokkaanse en Antilliaanse lhbti+'ers in Nederland toont. Door deze geschiedenissen te documenteren en te presenteren, draagt Krul bij aan een meer inclusieve en accurate representatie van de Nederlandse samenleving.
Krul ontving in 2020 de Bob Angelo-penning als erkenning voor haar jarenlange inzet voor de lhbti+-gemeenschap. De prijs werd haar toegekend vanwege haar baanbrekende werk als activist, kunstenaar en schrijver, en haar onvermoeibare inzet voor de emancipatie van biculturele lhbti+-personen.

## Prijzen en onderscheidingen
- 2020 - Bob Angelo-penning[1]

## Werken
- Mede-samensteller tentoonstelling Onderbelicht: Zwarte, Migranten- en Vluchtelingenvrouwen in Nederland; informatie-uitwisseling in perspectief (1995)
- Bijdrage aan tentoonstelling Nos tei (IHLIA)